# Condado de Stephenson
O Condado de Stephenson é um dos 102 condados do Estado americano de Illinois. A sede do condado é Freeport, e sua maior cidade é Freeport. O condado possui uma área de 1 463 km² (dos quais 1 km² estão cobertos por água), uma população de 48 979 habitantes, e uma densidade populacional de 34 hab/km² (segundo o censo nacional de 2000). O condado foi fundado em 4 de março de 1837.